# Читрадурга
Читрадурга (англ. Chitradurga) — город в индийском штате Карнатака. Административный центр округа Читрадурга. Средняя высота над уровнем моря — 732 метра. По данным всеиндийской переписи 2001 года, в городе проживало 122 594 человека, из которых мужчины составляли 51 %, женщины — соответственно 49 %. Уровень грамотности взрослого населения составлял 76 % (при общеиндийском показателе 59,5 %). Уровень грамотности среди мужчин составлял 80 %, среди женщин — 72 %. 11 % населения было моложе 6 лет.